# 台灣藍鵲
臺灣藍鵲（學名：Urocissa caerulea），又稱臺灣暗藍鵲、紅嘴山鵲:29、長尾山娘或長尾陣仔等，為臺灣特有種鳥類。該物種最初於約1862年經郇和等引介，被約翰·古爾德進行物種命名，並正式展開相關學術研究工作。
臺灣藍鵲主要分布在中、低海拔闊葉林裡，除繁殖季外多成群行動，且有非常明顯的保護領域傾向，以及伴隨而來的驅趕行為（在繁殖季時特別明顯）。牠們的繁殖季約在每年3月至7月，每年約生育二次，每次約產下3至8顆蛋。
國際鳥盟將臺灣藍鵲列為無須採取保育行動的鳥種，而中華民國農業部則將之列為保育類動物。

## 發現
據臺灣清領時期文獻所載，當時在臺灣活動的人群將臺灣藍鵲稱為「長尾山娘」:106、「長尾三娘」或「長尾陣仔」:106等。《臺灣通史》稱之「翠翼朱喙，光彩照人」。1862年，英國博物學家兼外交官郇和因病回國休養，將在臺灣採集的一批標本交給约翰·古尔德。古爾德以這些材料為基礎發表相關學術文章，命名並詳述16個在臺灣的物種，其中包含臺灣藍鵲:71。郇和如此描述他發現臺灣藍鵲的經過：
剛抵淡水不久，我僱用的獵人自內地（按：應指臺灣山區地帶）帶回兩根美麗的尾羽，而身軀則因天熱肉易腐壞而被他們先吃了。他們稱這種鳥為「Tung-bay Swanniun」（「長尾山娘」）。我透過這兩根尾羽的亮藍色羽末端的白點判斷這一定是隻藍鵲屬（Urocissa）的新物種。興奮之餘，我重賞徵求標本。（……）標本完全確定了我的假設：這是美麗的新物種:380-381。
郇和採集的臺灣藍鵲正模標本現被收藏於倫敦自然史博物館:29。

## 學名含義及分類相近物種
Urocissa 指的是「有長尾的鵲」，而 caerulea 則意指「蔚藍」:29。臺灣藍鵲與黃嘴藍鵲（學名：Urocissa flavirostris）及紅嘴藍鵲（學名：Urocissa erythrorhyncha）等在生物分類學上被認定為相近的物種。:108。

## 分布
臺灣藍鵲屬臺灣特有種:29。臺灣藍鵲主要分布在海拔1,000公尺以下的地區，而海拔1,800公尺以下的中、低海拔闊葉林或次生林也有分布:106:196。但是，若山區環境開發過度或林相不夠豐富，往往也不會有臺灣藍鵲棲息:106。近年來，臺灣藍鵲已逐漸適應當地都市環境，如臺北市近山地區即有分布。

## 形態描述

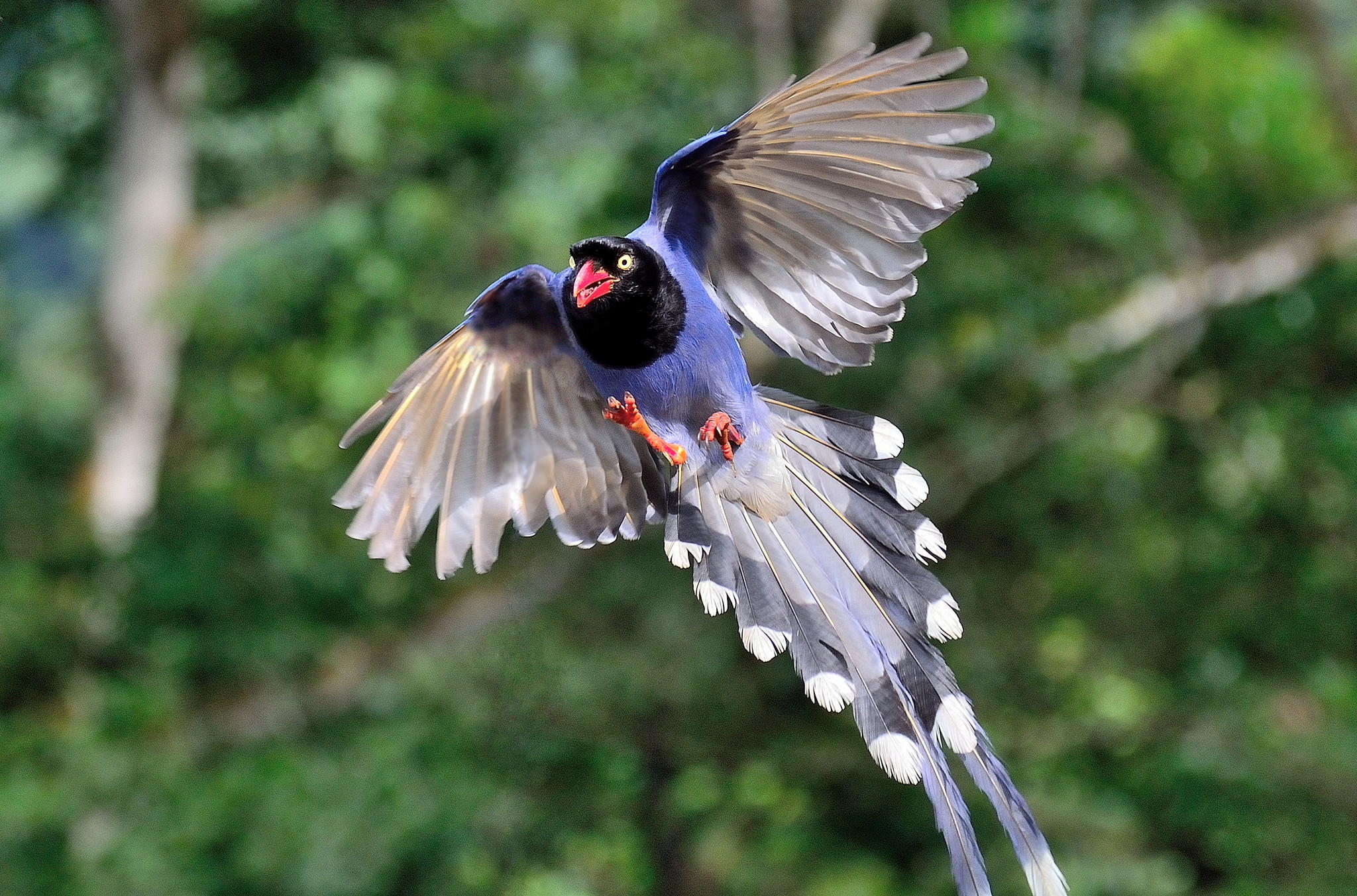
飛行中的成鳥。

臺灣藍鵲成鳥全長63至68公分，其中尾羽長34至42公分，翼長18至21公分:106。成鳥體重254至260公克。成鳥的喙和腳呈紅色，虹膜呈金黃色，頭至頸、胸部呈黑色，翅膀末端呈白色，身體其餘部分幾乎皆呈藍色:106，但尾下覆羽呈白色；兩根中央尾羽較長，且末端呈白色，其他尾羽則是中段黑色、末段白色:29。

## 行為生物學
臺灣藍鵲多成群行動，一群約3至12隻，多由具親屬關係的個體組成:30。牠們的飛行時直線前進，且排列呈現出一定秩序:196。牠們的叫聲為聒噪之「嘎、嘎、嘎」聲，在群體中則以「迪笛——迪笛——」或「嘎嘎——穗」等叫聲互相叫喚:30，叫聲變化多端:109。牠們大多具有十分明顯而強悍的保護領域傾向，並會主動驅趕進入其領域的活動物件，且會集體進行該類行為:106。牠們有可能生活於同一領域長達數年:30。

### 覓食
臺灣藍鵲屬雜食性動物，其食物包括植物的果實（如漿果、木瓜、香蕉等）或根莖、巢中的幼鳥或蛋、昆蟲、蜥蜴、蚯蚓、蛇類、蛙類和小型哺乳類（如鼠類）等，甚至也會攝食廚餘和腐肉:196。牠們也會吃下其死亡幼鳥:30。臺灣藍鵲會儲存及分享食物:30:114-117。

### 繁殖
《台灣鳥類誌》稱臺灣藍鵲的繁殖季在每年3月至7月:30，另有報導指為4月至9月。牠們會以叫聲搭配飛舞行為進行求偶。在繁殖季，臺灣藍鵲的主要社會單位由兩個以上個體組成的群體，轉變為分別（通常）由兩個異性個體組成的繁殖配對。，且選定對象後很少發生更換的現象。牠們傾向在稀疏的樹林築巢，樹種不拘，但隱蔽程度要符合其需求。牠們多半選擇於樹高約4/5處築巢，高度平均約10公尺。選好巢位後，組成繁殖配對的個體會一同前往地面尋取樹枝作築巢材料。築巢時間平均長達約一星期，巢形通常似一淺碗:109。
臺灣藍鵲的子代存活率不高，因此牠們每年生兩窩，每窩大約有3至8顆蛋，卵殼呈淡青色且帶有褐斑:108-110。臺灣藍鵲的蛋約需17天孵化:31。其護巢行為十分積極，會主動驅趕進入其領域之活動物件:113；對此，動物保護機構呼籲大眾切莫傷害之，表示牠們多是以翅膀揮擊、驅離，應不會導致嚴重傷害。臺灣藍鵲的幼鳥孵出後約22天會離巢。離巢後的幼鳥會留在鳥群中與成鳥一同生活。同巢幼鳥會藉打鬥決定彼此在群體中的地位:31。此外，臺灣藍鵲上一季孵出的幼鳥會留在巢邊協助親鳥尋找巢材、餵食雛鳥或共同禦敵，屬於特殊的「合作育雛」行為:30:196。此行為又稱為巢邊幫手制度。

## 生存狀況
國際自然保護聯盟瀕危物種紅色名錄中，國際鳥盟將臺灣藍鵲列為無須採取保育行動的鳥種。臺灣行政院農業委員會將臺灣藍鵲分為保育等級Ⅲ（意指其他應予保護之野生動物）的動物:651-652，任何捕捉或飼養行為皆違反相關法律:30:196。早年，臺灣藍鵲遭人大量獵捕，後來因保護妥善，數量有增加:31，但近年來，臺灣藍鵲在被網路票選為臺灣非官方國鳥（見社會文化一段）後，因知名度提升而遭人大量獵捕，棲地也被外來種紅嘴藍鵲入侵，甚至還有臺灣藍鵲與紅嘴藍鵲同巢育雛的現象。

## 社會文化

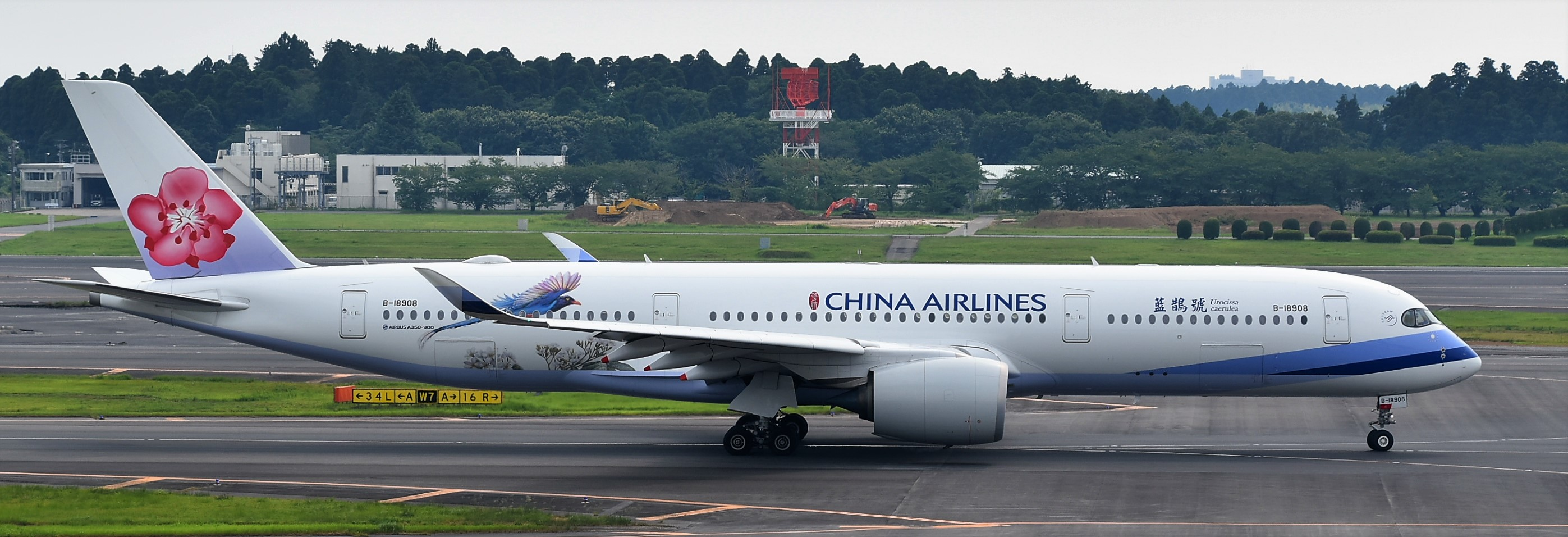
中華航空於2017年起正式啟用的空中巴士A350彩繪機B-18908，機身繪有臺灣藍鵲的圖像，被稱為「藍鵲號」

臺灣藍鵲是臺灣原住民鄒、邵、布農等族的神鳥，鄒語稱為、邵語稱為、布農語稱為（郡社群）／，另排灣語稱。在南島語族共有的大洪水神話中，很久以前族人因大洪水瀕臨滅族，臺灣藍鵲犧牲自己帶回火種挽救族人（有些故事的版本則認為犧牲自己帶回火種的神鳥是紅嘴黑鵯）:183,268。2007年，臺灣永續生態協會、臺灣國際觀鳥協會與立委推動為期4個月的非官方網路「國鳥選拔」，逾百萬人投票。在帝雉、藍腹鷴、黃山雀和臺灣藍鵲4種臺灣特有鳥類中，臺灣藍鵲贏得初選。而臺北市、雲林縣的市鳥、縣鳥也是臺灣藍鵲。
2014年，中華民國足球協會選擇臺灣藍鵲作為會徽象徵。臺北世大運的Logo也以臺灣藍鵲作為設計元素之一。2015年11月7日，時任中華民國總統馬英九在馬習會上將一件臺灣藍鵲的手工瓷器贈與中國共產黨中央委員會總書記習近平當做見面禮。總統府表示，會選擇送臺灣藍鵲瓷器是為了凸顯臺灣特色。
2016年，中華航空公司在其中一架新進的空中巴士A350上畫上臺灣藍鵲，並將該機命名為「臺灣藍鵲號」。中華民國空軍的新一代高教機「T-BE5A高級教練機」一度以臺灣藍鵲命名，取自臺灣藍鵲捍衛家園且團結的個性。2018年，中華民國電子競技運動協會（CTeSA）公開了以臺灣藍鵲為主體的新標識，意象源於臺灣藍鵲「團結、敏捷、堅毅強悍」的特性。

## 外部連結
- 我的藍鵲記事：臺灣藍鵲照片
- 臺灣藍鵲 （页面存档备份，存于） 數位典藏與數位學習成果入口網
- 臺灣藍鵲的图片